# Christian Friedrich Polz

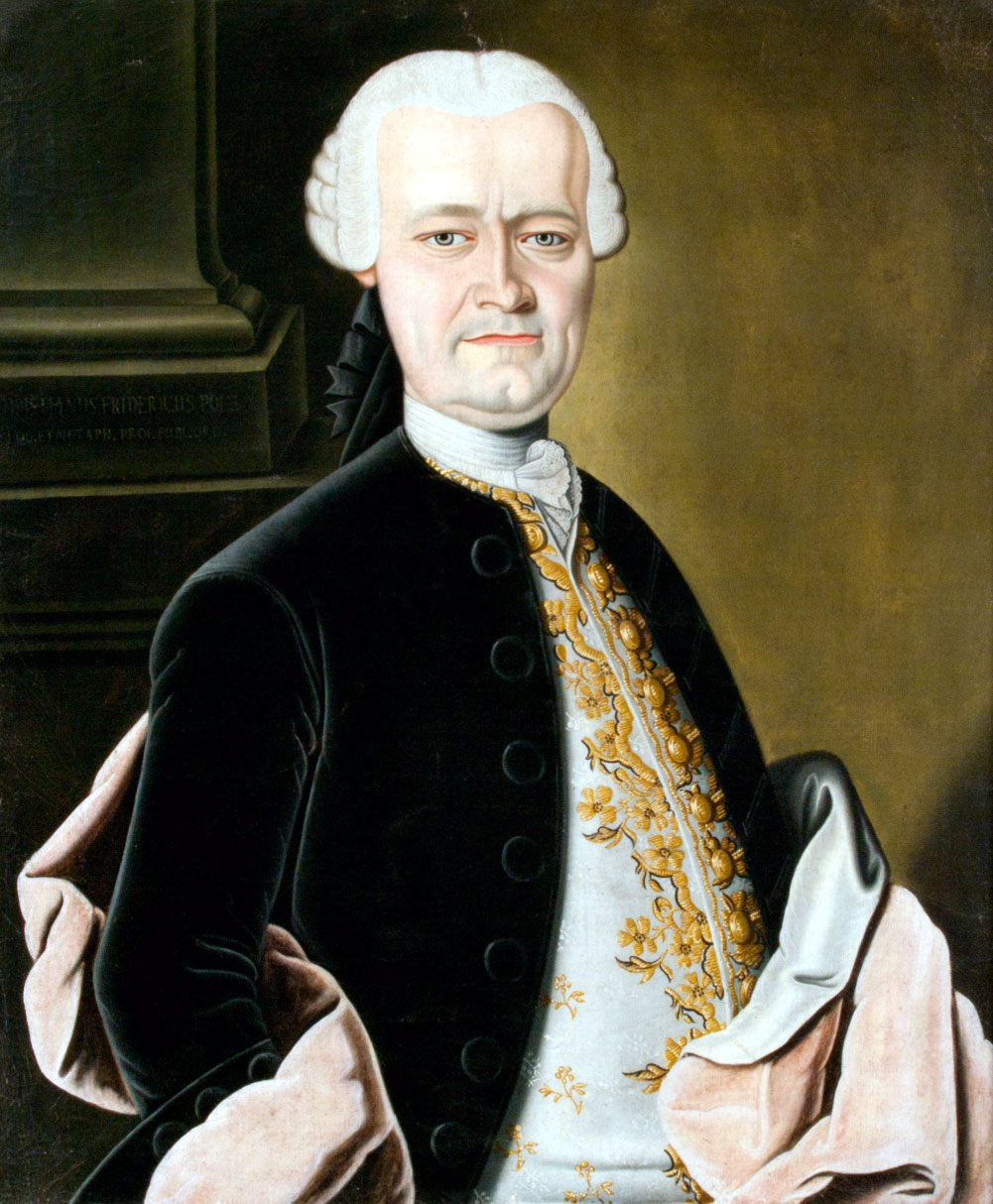
Christian Friedrich Polz

Christian Friedrich Polz auch: Poltz (* 13. Januar 1714 in Niederrossla; † 2. Dezember 1782 in Jena) war ein deutscher Logiker und evangelischer Theologe.

## Leben
Christian Friedrich war der Sohn des Pfarrers Balthasar Christian Polz (* 2. April 1678 in Roßleben; † 22. Februar 1731 in Niederrossla) und dessen am 22. November 1712 in Mattstedt geheirateten ersten Frau Eleonore Sophia Lossius (* 22. Juli 1691 in Eckolstädt; † 24. März 1716), der Tochter des Pfarrers in Eckolstädt Christian Lossius. Vom vierten bis zum vierzehnten Lebensjahr wurde er vom Vater und Hauslehrern ausgebildet. 1728 besuchte er das Gymnasium in Weimar und immatrikulierte sich am 24. März 1733 an der Universität Jena, wo er philosophische und theologische Vorlesungen besuchte. Ab 1740 wirkte er als Hauslehrer und hielt private Vorlesungen zur Logik und Metaphysik in Jena. Nachdem er am 26. Mai 1744 den akademischen Grad eines Magisters der Philosophie erworben hatte, wurde er 1745 Lehrer des Prinzen Ernst August Constantin von Sachsen-Weimar-Eisenach.
Danach wechselte er wieder nach Jena, wo er im August 1752 Adjunkt der philosophischen Fakultät und am 10. April 1756 außerordentlicher Professor der Philosophie wurde. Am 24. März 1759 übernahm er die ordentliche Professur der Logik und Metaphysik, wurde 1770 Kirchenrat von Sachsen-Weimar-Eisenach, 1771 außerordentlicher und 1777 ordentlicher Professor der Theologie an der Salana. Auch beteiligte er sich an den organisatorischen Aufgaben der Hochschule und wurde in den Sommersemestern 1764 und 1782 Rektor der Alma Mater. Nach seinem Tod wurde seine umfangreiche Bibliothek versteigert, wozu ein Auktionskatalog erschien. Polz wurde vom herzoglichen Haus Sachsen-Weimar protegiert. Seine Arbeiten wurden bereits zu seiner Zeit als scholastische Werke kritisiert und fanden wenig Anklang. Einzig seine Natürliche Gottesgelahrtheit fand einige Verbreitung.
Polz heiratete in Jena am 25. September 1757 in Jena Susanna Maria Schmidt (1720–1803), die Witwe des Friedrich Andreas Gnüge. Seine Tochter Louise Friederike Christiane Polz (1763–1832) heiratete 1783 den geheimen Hofrat und sächsischen Leibarzt Johann Christian Stark den Älteren.

## Werke
- Diss. philos.  consuetudinibus. Jena 1738 (Präsens Christian Johann Anton Corvinus, Online)
- Diss. exeg. in qua verba epistolae ad Hebraeos c. XI, 6. exponuntur, et a falsis quorundam naturalistarum, Socinianorum, Arminianorum aliorumque hermēneias liberantur. Jena 1745 (Resp. Christoph Lebrecht Faselius, Online)
- Sammlung einiger geistlichen Reden, welche grösstentheils an hohen Festtagen in der Stadtkirche zu Jena gehalten und auf Verlangen herausgegeben worden. Jena 1746
- Diss. phil. de prima parte ethicae principum, scilicet de virtutibus intellectualis futuri principis. Jena 1746 (Resp. Johann Meilmer, Online)
- Antwort auf die Vertheidigung des logischen Lehrsatzes: Divisio logica, semper per membra, contradictione opposita, formanda Nebst der Vertheidigung seiner Gegner und einer Zuschrift an alle seine Leser. Jena 1748
- Diss. phil. de divisione logica non semper per membra contradictorie opposita formanda. Jena 1748 (Resp. Johann Christoph Ruprecht (1728–1792), Online)
- Disp. metaphys. de notione individui magis evoluta, eaque ad Deum, nec non ad hunc mundum adplicata. Jena 1750 (Resp. Christian Heinrich Haase, Online)
- Diss. qua demonstratur, hominem integrum, qui progreditur ad Datum confirmationis in bono, nobiliorem esse ad perfectiorem creaturam bonis angelis. Jena 1752
- Diss. metaphys. de praescientia divina apagogice et ostensive ex ratione demonstrata. Jena 1752 (Resp. Christian Wilhelm Oemler (1728–1802), Online)
- Diss. philos. in qua ius devolutionis imperanti ex iure territoriali conveniens ex principiis iuris naturalis deducere conatur. Jena 1754 (Resp. Johann Nikolaus Möckert (1732–1792), )
- Abhandlung vom rechtmässigen Gebrauche und Missbrauch der Glaubens-Aehnlichkeit, bey Auslegung heiliger Schrift. Jena 1755
- Fasciculus commentationuin metaphysicarum, qui continet historiam, dogmata atque controversias diiudicatas de primis principiis, nimirum de absolute primo, eiusque characteribus, principio contradictionis, exclusi medii inter duo contradictoria, rationis sufficientis et identitatis indiscernibilium. Jena 1758
- Progr. de theoria experientiarum. Jena 1759
- Io. Petri Reuschii Philosoph. Primum, Deinde Theologiae D. Et P. P. O. Systema Logicum Antiquiorum Atque Recentiorum Item Propria Praecepta Exhibens. Jena 1760 (Online)
- Disputationes philosophicae logicam et metaphysicam spectantes, una cum exegetica, collectae, auctae et emendatae. Jena 1767
- Natürliche Gottesgelehrsamkeit, darinne nicht nur ihre Lehrsätze hinlänglich erkläret und bewiesen, sondern auch die litterarische und philosophische Geschichte derselben, eine Auflösung der darwider gemachten Zweifel, nebst einer kurzen Anweisung, wie solche zur Ausübung der Gottesfurcht anzuwenden, und zwar jedes in einem besondern Abschnitte zu finden ist. Jena 1777 (Online)
- Einige wichtige Anmerkungen aus der Litterairgeschichte, Philosophie, und Theologie über die Worte „Wesen“ und „Person“ in der Lehre von Gott und Christo. Jena 1779 (Online)

## Weblink
- Werke von und über Christian Friedrich Polz in der Deutschen Digitalen Bibliothek

| Personendaten    | Personendaten                                |
| ---------------- | -------------------------------------------- |
| NAME             | Polz, Christian Friedrich                    |
| ALTERNATIVNAMEN  | Poltz, Christian Friedrich                   |
| KURZBESCHREIBUNG | deutscher Logiker und evangelischer Theologe |
| GEBURTSDATUM     | 13. Januar 1714                              |
| GEBURTSORT       | Niederrossla                                 |
| STERBEDATUM      | 2. Dezember 1782                             |
| STERBEORT        | Jena                                         |